# Белорусская христианская демократия
Белору́сская Христиа́нская Демокра́тия (БХД) (бел. Беларуская Хрысціянская Дэмакратыя (БХД)) — незарегистрированная правоцентристская белорусская оппозиционная политическая партия, несколько лет находящаяся в процессе регистрации. Придерживается христианско-демократической ориентации, основывая свою деятельность на христианских ценностях и белорусском патриотизме. Партия поддерживает возвращение национальной символики (бело-красно-белого флага, герба Погоня) и статус единственного государственного белорусского языка. Выступает за построение общества, основанного на принципах, данных человеку Богом.
Партия является продолжателем традиций Белорусской христианской демократии 1917 года.

## История
БХД до сих пор не зарегистрирована Министерством юстиции Республики Беларусь и действует как оргкомитет, который начал активную работу в 2005 году. В него вошли демократические политики-христиане, а также новые общественные активисты. Сопредседатели БХД: Георгий Дмитрук, Виталий Рымашевский, Павел Северинец.
В конце 2007 года Министерство юстиции Беларуси отказало БХД в регистрации на основании нарушений действующего законодательства в представленных на регистрацию документах.
28 февраля 2009 года прошёл учредительный съезд партии, однако Министерство юстиции не зарегистрировало партию, вновь ссылаясь на допущенные нарушения. 31 октября 2009 года в Минске прошёл новый учредительный съезд партии. Присутствовавшие 311 делегатов приняли решение о создании партии, выработали устав, программу и избрали четырёх сопредседателей. 9 ноября в Министерство юстиции были поданы документы для регистрации партии. 9 декабря 2009 года Министерство юстиции отказало в государственной регистрации БХД, мотивируя своё решение «многочисленными нарушениями при проведении собраний учредителей Партии БХД». Представители БХД раскритиковали решение Минюста и пообещали подать жалобу в Верховный суд. 20 сентября 2010 года Минюст оставил заявление о регистрации партии без рассмотрения, ссылаясь на отсутствие полного комплекта документов.
В 2010 году съезд партии выдвинул кандидатуру сопредседателя БХД Виталия Рымашевского кандидатом в президенты Республики Беларусь на выборах 19 декабря 2010 года. Согласно независимым социсследованиям (НИСЭПи) Виталий Рымашевский занял 3-е место среди демократических кандидатов. После разгона демонстрации 19 декабря 2010 года, кандидат в президенты, сопредседатель партии Виталий Рымашевский, а также сопредседатель партии Павел Северинец, возглавлявший предвыборный штаб кампании, были задержаны КГБ. Впоследствии они были осуждены на 2 года лишения свободы.
14 февраля 2012 года Минюст в очередной раз отказал партии в регистрации, мотивируя это тем, что в поданных документах «был установлен ряд несоответствий и противоречий». 17 февраля 2012 года были заблокированы четыре партийных сайта, включая официальный сайт оргкомитета партии — по мнению Виталия Рымашевского, это стало результатом деятельности спецслужб.
В 2012 году БХД организовала кампанию бойкота парламентских выборов.
38 активистов БХД подали документы на регистрацию кандидатами в депутаты местных советов. Местные выборы прошли 18 февраля 2018 года.
В 2020 году член партии Ольга Ковалькова принимала участие в президентской выборной кампании.
Ольга Ковалькова заявила, что уголовное дело в отношении Сергея Тихановского полностью «политически мотивировано и сфабриковано». Ковалькова потребовала прекращения преследования Тихановского и его команды. Правоохранительная и судебная система Беларуси, по мнению Ковальковой, сейчас «служат репрессивным механизмом против граждан».
После 2020 года Белорусская христианская демократия раскололась на две части — одну из них возглавил Георгий Дмитрук, а другую — Виталий Рымашевский. Согласно информации на странице БХД под руководством Рымашевского: «Георгий Дмитрук был исключен из партии БХД в 2022 году. С тех пор он пытается на различных площадках и в СМИ выдавать свою группу из семи человек за представителей Белорусских христианских демократов».
19 апреля 2024 г. БХД Дмитрука совместно с партией «Народная Грамада» заявили о совместном участии в выборах в Координационный совет. Оргкомитет партии Рымашевского заявил, что Белорусская христианско-демократическая партия не будет участвовать в выборах в Координационный совет.

## Символы и лозунги партии

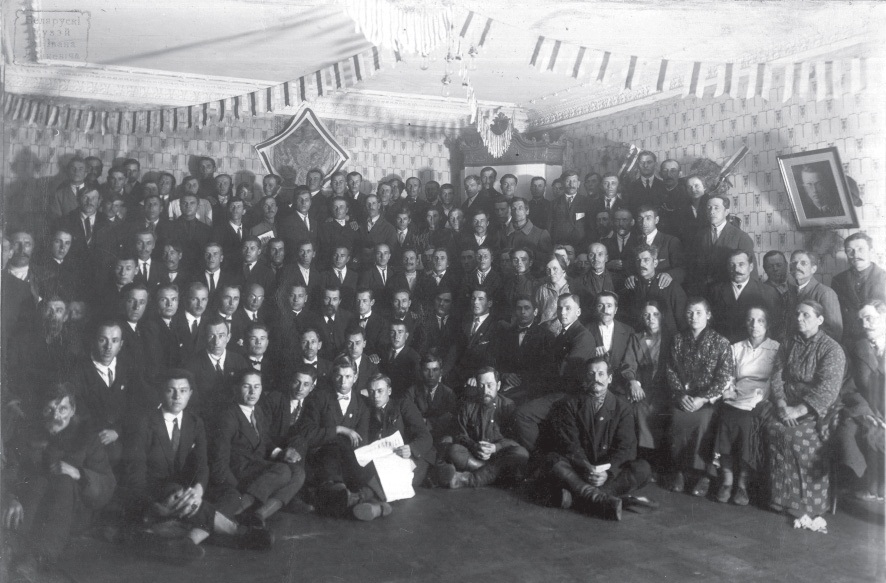
Участники съезда БХД в Вильно в 1927 г.

Название «Белорусская христианская демократия» восходит к БХД — клерикальной демократической белорусской национальной партии, существовавшей с мая 1917 года (Петроград) по 1939 год (Западная Белоруссия). Основано белорусскими католическими священниками Фабианом Абрантовичем, Адамом Станкевичем и другими. После присоединения Западной Белоруссии к БССР многие члены БХД были репрессированы. В середине 1990-х годов в Белоруссии были зарегистрированы три политические организации, стоящие на позиции христианских демократов — Белорусский христианско-демократический союз, Белорусская христианско-демократическая партия и Христианско-демократический выбор. Однако к сегодняшнему дню все они прекратили своё существование.
Символ партии — Вифлеемская звезда на фоне бело-красно-белого флага, лозунги — «Христианские принципы, Белорусский патриотизм», «Жыве Беларусь! Жыве з Богам!».
БХД позиционирует себя как консервативная, ориентированная на христиан партия, независимо от конфессии: православных, католиков, протестантов.

## Программа партии
Защита христианских ценностей, суверенитета и демократии, борьба с наследием тоталитарного советского режима и с русификацией, осуждение нацизма и коммунизма, стремление в Европейский Союз. Одна из главных задач для выхода Беларуси из кризиса по мнению партии — уменьшение политической и экономической зависимости от России и выход Беларуси из ОДКБ. БХД выступает за развитие двусторонних связей с Россией и неуклонное увеличение экономических отношений с западными соседями Беларуси. Необходимо срочно ликвидировать огромный дисбаланс в торговле Беларуси с Россией по сравнению с торговлей с другими государствами (в первую очередь Германией, Австрией, Италией, США). Партия БХД выступает за введение цивилизованного пограничного и таможенного контроля на границе с Россией; переговоры относительно взаимных долгов, аренды военных баз и транзита.
Партия полагает, что единственным государственным языком Беларуси должен быть белорусский язык. Административное содействие белорусизации обязательно должно сочетаться с широчайшей компанией популяризации родного языка и культуры, повышением престижа белорусскоязычных отношений, учреждений и центров. Русский и английский языки могут стать языками межнациональных или межгосударственных отношений.
По мнению БХД, в Беларуси необходимо ввести обязательный пятидневный период ожидания с момента подачи заявления о намерении сделать аборт до момента его проведения, обязать врачей информировать женщин о религиозных и общественных организациях, занимающихся профилактикой абортов, сократить срок для проведения аборта до семи недель и ввести запрет проведения клинических испытаний на человеческих эмбрионах.

## Акции
В 2007 году лидеры оргкомитета по созданию партии обратились к властям с открытым обращением против рекламы магии, оккультизма, «мастеров Таро» в белорусских средствах массовой информации. Обращение было направлено А. Г. Лукашенко, в Министерство торговли Республики Беларусь, в Комитет государственной безопасности РБ, в Министерство образования, Министерство информации, Белтелерадиокомпанию и редакцию газеты «Советская Белоруссия», распространены в средствах массовой информации. Эта деятельность христианских демократов возымела эффект. 17 июня 2008 года на заседании Палаты представителей были внесены поправки в закон о рекламе, согласно которым государством запрещалось реклама оккультизма в СМИ.

## Депутаты от БХД
Валерий Билибуха, который является членом оргкомитета по созданию Партии БХД, является единственным из демократических активистов, сумевших стать депутатом местного совета. Активист БХД баллотировался по Жичинскому округу в Первомайский сельсовет Березовского района и одержал победу как на досрочном голосовании, так и в основной день выборов. Свою известность в округе Билибуха получил во время уничтожения местными властями крестьянских хозяйств под видом борьбы с африканской чумой свиней. Во время предвыборной кампании Валерий отстаивал интересы граждан, которых пытались лишить возможности держать домашних животных.